# أنا مثل إيكاروس (فلم)
أنا مثل إيكاروس (بالإنجليزية: I as in Icarus) (بالفرنسية: I... comme Icare) فيلم دراما وغموض وجريمة فرنسي للمخرج هنري فيرنويل، الذي كتب السيناريو أيضاً. البطولة للنجوم إيف مونتان، وميشيل ألبرتيني، ورولاند أمستوتز. صدر الفيلم إلى دور العرض الفرنسية في 19 ديسمبر 1979.

## طاقم التمثيل
- إيف مونتان: في دور المدعي هنري فولني
- ميشيل ألبرتيني: في دور لويجي لاكوستا (مطلق النار الحقيقي)
- رولان أمستوتز: في دور بيير جريجوري
- جان بيير باجوت: في دور ماكس
- جورج بيلر: في دور سام كيدو
- موريس بينيشو: في دور روبرت سانيو (الرجل صاحب الكاميرا)
- إدموند برنارد: في دور مقدم البرامج التلفزيونية
- فرانسواز بيت: في دور السيدة بيلوني
- رولان بلانش: في دور جارسيا سانتوس (اللص)
- بينوا بريوني: في دور المراسل بوبينو

بالاشتراك مع:
- بنديكت بريوني، جاك برايلاند، غابرييل كاتاند، نانيت كوري، جاك دينيس، إريك ديسمارستز، تييري ديوافرين، إتيان ديران، هنري دجانيك، ميشيل دوسارات، ميشيل إتشيفري، جوزفين فريسون، جان فرانسوا جارود، جان كلود جاي، بريجيت لاهاي، برنارد لارماندي، دانيال ليجر.[2]

## ملخص أحداث الفيلم
يتم اغتيال رئيس دولة أعيد انتخابه مؤخرًا، ويرفض أحد أعضاء لجنة التحقيق التوقيع على التقرير النهائي ويكلف بمهمة التحقيق مرة أخرى. في سياق بحثه وجد دليلًا يلقي بظلال من الشك على نظرية «الرجل الوحيد» هو الذي قام بالاغتيال. فيلم جريء للغاية يروي قصة «جون كنيدي» مقنعًا على أنها لم يحدث في الولايات المتحدة.

## استقبال الفيلم
كتب جليرمو سانشيز على موقع «سينماجافيا Cinema Gavia»: «ان الموضوع وطريقة الاقتراب من الحقيقة يستحضران حتمًا عمل المخرج كونستانتين كوستا غافراس (مخرج فيلم زد)، وهو أيضًا مخرج من أصل أوروبي وله أوجه تشابه كبيرة جدًا في فيلمه مع تلك التي تحدث في هذا الفيلم. نحن أمام سينما المؤامرة الأوروبية، الإثارة السياسية التي تغرقنا شيئًا فشيئًا في حبكة تكشف شيئًا كان مخفيًا عن المشاهد. إنها سينما الحقيقة التي تم الكشف عنها: بهذه المناسبة يدخل المشاهد في مؤامرة يأتي فيها ليكتشف» الصدمة«، أو حقيقة تغطيها مجاري الحكومة وأجهزة الدولة التي تعمل بشكل لا إنساني».
كتب يوان أورزوليك على موقع فيريوسا Furyosa: «إن المخرج هنري فيرنويل مفتون بفئات المجتمع المختلفة التي يمكن العثور عليها في جميع أنحاء فيلمه، تجد ذروتها خلال مشهد تجربة الخضوع للسلطة. ان فيرنويل يرغب في تحذير المشاهد من تكييفه الذاتي، من خلال لعبة مرآة خفية يكون فيها المدعي والمريض الذي يرسل الصدمات الكهربائية واحدًا. فيرنويل ينقل القصة إلى بُعد عالمي».
كتب نينجا ديكسون Ninjadixon: «لدينا هنا فيلم يكمل ثلاثية مع» العمل التنفيذي«عام 1973،» جون كنيدي«عام 1991. الاختلاف الكبير هنا هو أن هذا الفيلم فرنسي ويتعامل مع اغتيال رئيس فرنسي، لكنه تقريبًا نفس الإعداد كما في جريمة قتل جون كنيدي، ونظريات المؤامرة بعد ذلك. يلعب إيف مونتان دور المدعي العام هنري فولني، وهو الوحيد في التحقيق الرسمي الذي يرفض الموافقة على أنه كان مسلحًا منفردًا قتل الرئيس. لذلك يبدأ تحقيقًا جديدًا ويكشف سريعًا عن بعض الخيوط الجديدة التي تقوده إلى بطن الوحش».  

## وصلات خارجية
- مقالات تستعمل روابط فنية بلا صلة مع ويكي بيانات